# Il clan del Loto Bianco
Il clan del loto bianco è un film del 1980, diretto da Lo Lieh. Nel film il regista appare anche nel ruolo del monaco Pai Mei, responsabile dell'attacco al tempio Shaolin. Il film - girato tre anni dopo I distruttori del tempio Shaolin - racconta praticamente la stessa trama, scritta ancora una volta da Lieh e Tien Haung. La componente familiare presente nel prequel scompare e Lo ci presenta una serie di combattimenti spettacolari e invidiabili. Altra situazione che rende Il clan del Loto Bianco un avvenimento è il fatto che Hsiao Hou recita in questo film per la prima volta dopo i 5 anni di inattività.

## Trama
Nei titoli di testa il monaco Pai Mei muore, ucciso da Hong Wen-Ting e dal suo intimo amico Wu Ah-biu. Morto Pai Mei, il terribile fratello gemello (che nel film viene sempre chiamato come capo del clan) torna alla riscossa per vendetta contro gli assassini del fratello mandando orde di suoi seguaci e soldati a combatterli: il difficile è che mentre Pai Mei aveva il suo punto debole proprio a livello inguinale, il fratello gemello lo sposta dove preferisce. Nonostante il monaco sia il fratello gemello di Pai Mei, è molto più difficile da battere: Hong Wen-Ting e Ah-biu provano a ucciderlo proprio come avevano fatto con il gemello, ma non ci riescono. Per batterlo, Hong apprende dalla bellissima Mei Ha lo stile Tigre - Gru che servirà per battere il perfido monaco. Alla fine il giovane trova il punto debole del capo del clan: il maestro è vulnerabile tra le tre e le quattro del pomeriggio e proprio durante questo periodo, Hong gli praticherà una stranissima agopuntura per indebolirlo - ma il combattimento vero e proprio inizia alle cinque del pomeriggio, quando il monaco ha ormai riacquisito tutte le sue forze.